# Юлия Ковалив
Юлия Игоровна Ковалив (на украински: Юлія Ігорівна Ковалів, родена на 9 януари 1985 г.) е украински дипломат. От 9 март 2022 г. тя е посланик на Украйна в Канада.

## Образование
През 2006 г. Ковалив получава специализирана степен по икономическа теория от Националния университет Киев-Могилянска академия. Има магистърска степен по управление на социалното развитие от Националната академия за държавна администрация към президента на Украйна.

## Кариера
В началото на кариерата си Ковалив е работила в украинското подразделение на Ernst & Young, международна консултантска и одиторска компания. От 2007 до 2010 г. е главен финансов директор на Gazex Ukraine Llp.
През 2010 г. става координатор на Координационния център за прилагане на икономически реформи към президента на Украйна, а през 2014 г. е назначена за член на Националната комисия за държавно регулиране на енергетиката и комуналните услуги.
През декември 2014 г. е назначена за изпълняващ длъжността председател на Националната комисия за държавно регулиране на енергетиката и комуналните услуги. Тя е първи заместник-министър на икономическото развитие и търговията на Украйна от 2015 г. до ноември 2016 г. и председател на Надзорния съвет на Националната акционерна компания „Нафтогаз на Украйна“ за една година между април 2016 г. и април 2017 г. През януари 2017 г. тя става ръководител на офиса на Националния инвестиционен съвет към президента на Украйна.
От 20 септември 2019 г. до 22 декември 2020 г. Ковалив е заместник-началник на офиса на президента на Украйна, след което е семена от Юлия Свириденко
На 9 март 2022 г. е назначена от украинския президент за посланик на Украйна в Канада. Тя сменя на поста Андрий Шевченко.
|  | Тази страница частично или изцяло представлява превод на страницата Yuliya Kovaliv в Уикипедия на английски. Оригиналният текст, както и този превод, са защитени от Лиценза „Криейтив Комънс – Признание – Споделяне на споделеното“, а за съдържание, създадено преди юни 2009 година – от Лиценза за свободна документация на ГНУ. Прегледайте историята на редакциите на оригиналната страница, както и на преводната страница, за да видите списъка на съавторите. ВАЖНО: Този шаблон се отнася единствено до авторските права върху съдържанието на статията. Добавянето му не отменя изискването да се посочват конкретни източници на твърденията, които да бъдат благонадеждни. |